# پیرسی (آرکانزاس)
پیرسی (به انگلیسی: Pearcy) یک منطقهٔ مسکونی در ایالات متحده آمریکا است که در شهرستان گارلند، آرکانزاس واقع شده‌است. پیرسی ۱۸۴٫۱ متر بالاتر از سطح دریا واقع شده‌است.